# Hoge Poort (Białogard)
De Hoge Poort of Polzinerpoort (Pools:Wysoka Brama of Brama Połczyńska ) (Duits: Hohes Tor of Polziner Tor) is een stadspoort in de Poolse Hanzestad Białogard (Duits: Belgard an der Persante). De gotische poort is een voorbeeld van baksteengotiek en staat op deze plek sinds de 14e eeuw. De poort maakte onderdeel uit van de stadsmuur van Białogard.De stad beschikte over meerdere stadspoorten,tegenwoordig zijn er nog twee aanwezig. De andere stadspoort is de Molenpoort. De Hoge Poort bestaat uit twee verdiepingen.De poort diende eerder als gevangenis. Sinds 1924 is er een museum in de poort te vinden.

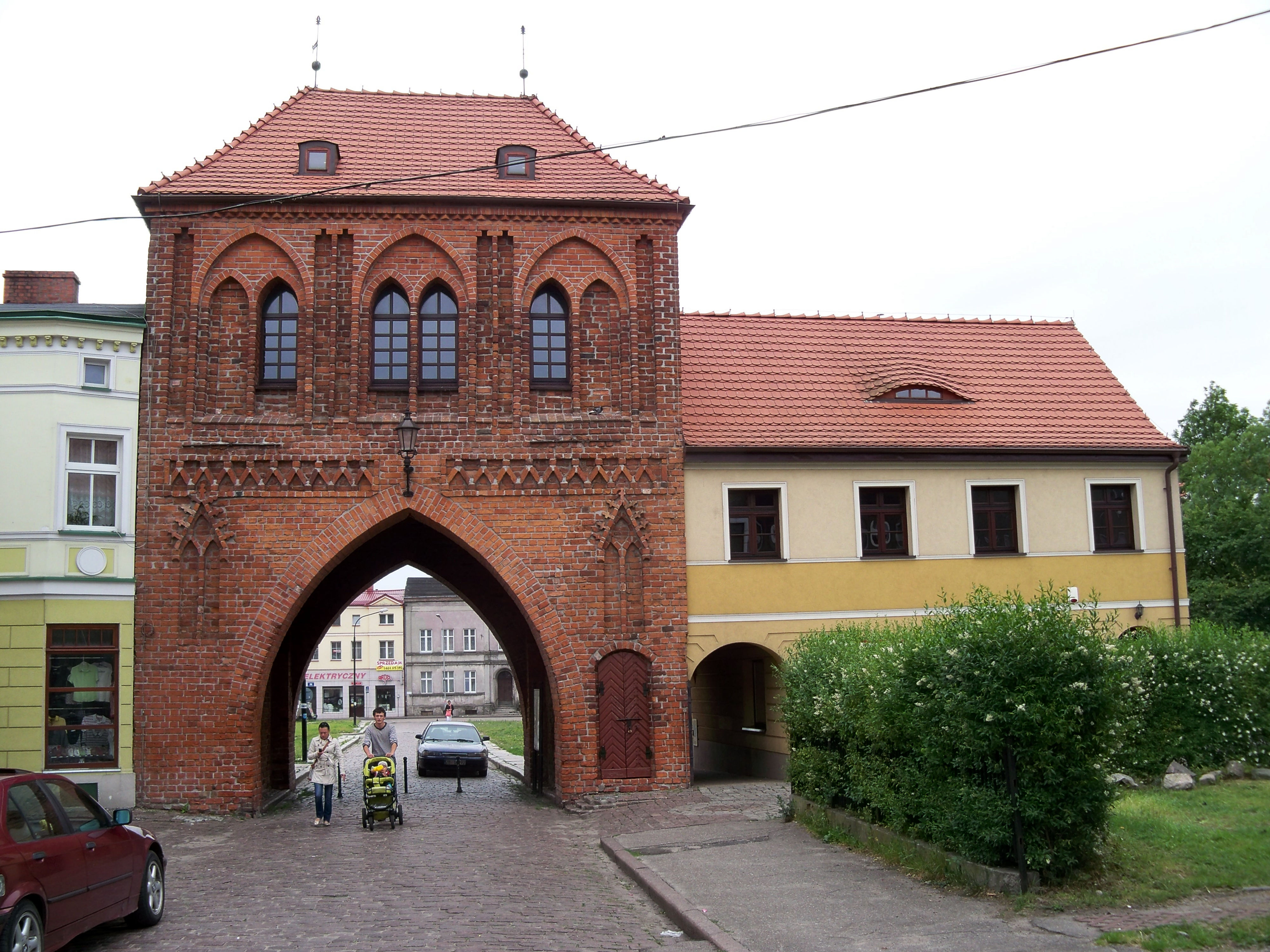